# Заботина, Зинаида Ивановна
Зинаида Ивановна Заботина (9 октября 1919, Семейкино, Шуйский уезд, Иваново-Вознесенская губерния, РСФСР — 23 июля 1983, Семейкино, Ивановская область) — мастер машинного доения коров совхоза «Шуйский» Ивановской области. Герой Социалистического Труда (1961).

## Биография
Родилась 9 октября 1919 года в деревне Сметанки (ныне — Семейкино в Шуйском районе, Ивановская область) в крестьянской семье. Русская.
Трудовую деятельность начала в 1935 году в колхозе. Затем училась в школе фабрично-заводского ученичества на фабрике «Шуйский пролетарий» в Шуе. В 1940 году вновь вернулась в сельское хозяйство. Работала дояркой на ферме колхоза «Пятилетка».
В 1959 году, уже в совхозе «Шуйский», по собственной инициативе перешла на машинную дойку, новое для того времени дело. Монтировать и настраивать доильный аппарат ДА-3, оборудовать доильное место «ёлочка» помогал муж — Дмитрий Ильич — ставший потом напарником жены, мастером машинного доения. Вскоре слава о животноводах Заботиных вышла за пределы области. К ним за опытом стали приезжать животноводы и из соседних областей, из дальних районов страны. На базе Семейкинской фермы совхоза «Шуйский» была организована республиканская школа передового опыта.
К 1961 году Заботины обслуживали уже 300 коров. Мастера машинного доения коров сумели в 10-12 раз повысить производительность труда и получить в 1961 году 657 тонн молока. Трудовые затраты на производство одного центнера продукции сократились почти втрое, значительно снизилась и её себестоимость.
Указом Президиума Верховного Совета СССР от 31 декабря 1961 года за разработку и внедрение в сельскохозяйственное производство прогрессивных приемов, обеспечивающих повышение производительности труда и снижение себестоимости продукции, за достигнутые высокие производственные показатели Заботиной Зинаиде Ивановне присвоено звание Героя Социалистического Труда с вручением ордена Ленина и золотой медали «Серп и молот».
Этим же Указом высокое звание было присвоено мужу — Заботину Дмитрию Ильичу.
До ухода на пенсию трудилась в совхозе. В 1962 году избиралась депутатом в Верховный Совет СССР. С 1974 года на пенсии. Жила в селе Семейкино. Скончалась в 23 июля 1983 года. Похоронена на кладбище села Ильинское, рядом с Семейкино.

## Награды
Награждена орденом Ленина, медалями.

## Память
В 1973 году была учреждена премия имени Заботиных, которая присуждается победителям соревнования животноводов.